# او-۵۹۲
زیردریایی یو-۵۹۲ (به انگلیسی: German submarine U-592) یک زیردریایی بود که طول آن ۶۷٫۱ متر (۲۲۰ فوت ۲ اینچ) بود. این زیردریایی در سال ۱۹۴۱ ساخته شد.